# Dov Glickman
Dov Glickman sau Doval'e Glickman (în ebraică דב גליקמן; n. 22 decembrie 1949, Tel Aviv, Israel) este un actor israelian. 

## Biografie
Și-a început cariera de actorie în cadrul Companiei de divertisment naval a armatei israeliene. Ulterior a jucat cu Haifa Theatre Company. În 1977 a debutat în filmul Judd Ne'emans Paratroopers. Timp de douăzeci de ani, din 1978 până în 1998, Glickman a făcut parte din cea mai lungă emisiune de televiziune din Israel, emisiunea satirica Zehu Ze!. Pentru realizările sale actoricești din filmul Big Bad Wolves a câștigat premiul pentru cel mai bun actor la festivalul de film Fantasporto în 2013.
Din 2013 joacă în serialul de dramă israelian Shtisel carismaticul rabin Shulem Shtisel. Pentru acest rol a primit două premii Israel Television. A jucat alături de Richard Gere în Norman de Joseph Cedar, în 2016. În 2018 el a jucat rolul unui supraviețuitor al Shoah în premiata producție austriacă Murer - Anatomie einer Prozess . De asemenea, a avut un rol în serialul israelian Stockholm din 2018.
În 2016, Glickman a jucat în piesa Angina Pectoris la Teatrul Tzavta din Tel Aviv.  În 2018 și 2019 a jucat Etgar în producția lui Vögel a lui Burkhard C. Kosminski la Schauspielhaus Stuttgart, ceea ce este remarcabil prin faptul că vorbește doar limba germană. 

## Privat
Glickman s-a născut în 1949 într-o familie de evrei seculari din Tel Aviv. Părinții săi sunt originari din Rusia și au emigrat în Mandatul Palestinei în anii 1920. 

## Filmografie (selecție)
- 1977: Parașutiști
- 1984: Krovim (serial TV, episodul 2x13)
- 2007: Mesuridam (serial TV, episodul 1x01, 1x04, 1x07–1x08)
- 2010: Vizită ucigașă
- 2013: Big Bad Wolves
- din 2013: Shtisel (serial TV, 24 de episoade)
- 2015: amestec amar
- 2018: Dantele
- din 2018: Stockholm (serial TV, 10 episoade)

## Premii (selecție)
- 2013: Câștigător al premiului Israel Television la categoria Cel mai bun actor în Shtisel
- 2014: Câștigător Fantasporto la categoria Cel mai bun actor în Big Bad Wolves
- 2018: Premiul Câștigător Ophir la categoria Cel mai bun actor în rol secundar în Laces
- 2019: Câștigător al Premiului german de actorie la categoria Cel mai bun ansamblu din Murer - Anatomia unui proces